# Al St. John
Al St. John (Santa Ana, 10 settembre 1893 – Lyons, 21 gennaio 1963) è stato un attore statunitense.

## Biografia

### Attore comico
Nipote dell'attore Roscoe "Fatty" Arbuckle, esordisce nel cinema attorno al 1912 accanto allo zio nella casa di produzione di Mack Sennett. Esile ma dall'aspetto piacevole con i capelli brizzolati sin dalla giovane età, conquista a fianco di Arbukle prima e di Buster Keaton e Charlie Chaplin (Charlot all'hotel del 1914) poi, Il ruolo di comprimario in numerosi cortometraggi che poi in Italia verranno proiettati sotto il nome di Comiche.

### Fuzzy

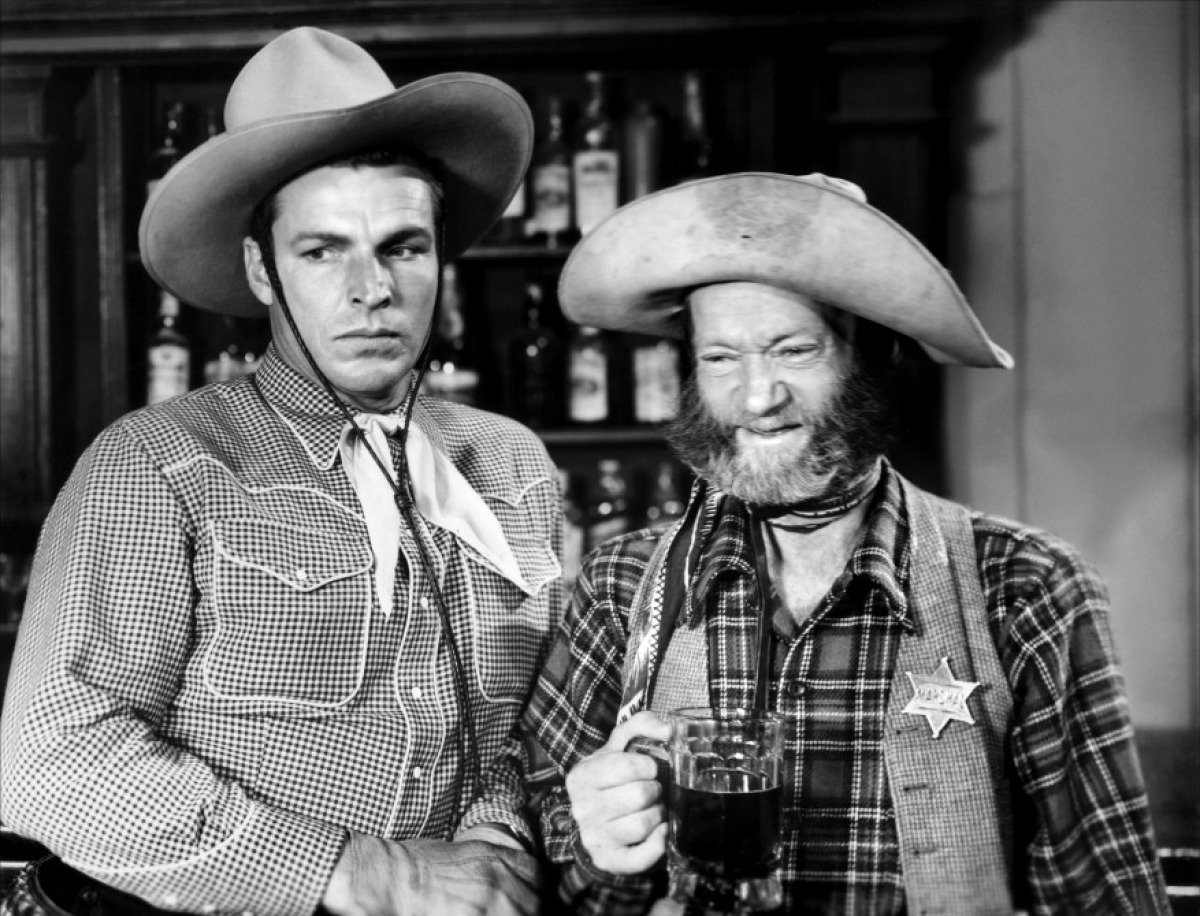
Buster Crabbe (sinistra) e Al St. John in Shadows of Death (1945)

Il suo nome però resta legato all'avvento del sonoro quando, sfruttando le sue caratteristiche fisiche e accentuando il suo precoce invecchiamento, diviene il vecchietto Fuzzy Jones, in precedenza interpretato da un altro attore, John Forrest, di un numero sterminato di film western degli anni trenta e quaranta. La prima volta in cui St. John interpreta Fuzzy è nel 1937 quando a 44 anni impersonifica il simpatico vecchietto in The Roaming Cowboy diretto dallo specialista Robert F. Hill  accanto ad un divo del genere western: Fred Scott. Dopo alcuni film con Scott, St. John/Fuzzy diviene il partner di George Houston, Buster Crabbe, Robert Livingston, Lash La Rue ma anche di Tom Tyler e William Boyd. Fuzzy diventa popolarissimo nei western b-movie degli anni trenta/quaranta con cow-boy provenienti dai rodei ma non sempre in grado di essere buoni attori. Sono film di non eccessiva durata - dai 50 ai 60 minuti - che verranno poi ripresentati come telefilm nella neonata televisione. Fuzzy è infatti la presenza costante e divertente che sdrammatizza il genere, lo rende meno cruento ed accessibile all'intera famiglia. Il suo personaggio di vecchietto simpatico, iracondo e chiacchierone, tornerà anche in western famosi degli anni cinquanta (Un dollaro d'onore, Terra lontana) ma verrà interpretato da Walter Brennan.

### Il declino e la scomparsa
La sua carriera nel cinema, intercalata da numerose partecipazioni a serial e show televisivi, prosegue sino al 1952, poi le sue apparizioni sono essenzialmente legate a rodei e rappresentazioni in stile western in giro per gli Stati Uniti.
Muore, a seguito di un attacco cardiaco, nel 1963. In Italia Fuzzy è prevalentemente doppiato da Lauro Gazzolo.

## Filmografia parziale

### Attore

#### 1913
- The Jealous Waiter, regia di Mack Sennett (1913)
- Her Birthday Present, regia di Mack Sennett e Henry Lehrman (1913)
- A Landlord's Troubles, regia di Mack Sennett e George Nichols (1913)
- A Doctored Affair, regia di Henry Lehrman (1913)
- A Wife Wanted
- Murphy's I.O.U., regia di Henry Lehrman (1913)
- The Darktown Belle
- The Gangsters
- A Noise from the Deep
- The Riot, regia di Mack Sennett (1913)
- Mother's Boy, regia di Henry Lehrman (1913)
- His Sister's Kids

#### 1914
- In the Clutches of the Gang
- Won in a Closet
- Double Crossed, regia di Ford Sterling (1914)
- Charlot all'hotel (Mabel's Strange Predicament), regia di Mabel Normand (1914)
- Tango Tangle
- Charlot innamorato
- The Passing of Izzy
- Charlot bugiardo (Caught in a Cabaret), regia di Mabel Normand (1914)
- The Alarm
- The Knockout, regia di Mack Sennett (1914)
- Mabel ha una giornata complicata
- Fatty and the Heiress, regia Roscoe Arbuckle (1914)
- Fatty's Finish
- The Sky Pirate, regia di Roscoe 'Fatty' Arbuckle e Edward Dillon (1914)
- Soldiers of Misfortune
- Those Country Kids
- Charlot si diverte (The Rounders), regia di Charlie Chaplin e Roscoe Arbuckle (1914)
- Mabel's Blunder
- Lover's Luck
- He Loved the Ladies
- Il portinaio (The New Janitor), regia di Charlie Chaplin (1914)
- Fatty's Debut
- Hello, Mabel
- The Anglers
- High Spots on Broadway
- Zip, the Dodger
- The Love Thief, regia di Charley Chase (1914)
- Stout Hearts But Weak Knees
- Shot in the Excitement
- An Incompetent Hero
- Il fortunoso romanzo di Tillie (Tillie's Punctured Romance), regia di Mack Sennett (1914)
- Fatty's Jonah Day
- Fatty's Wine Party
- Leading Lizzie Astray, regia di Roscoe Arbuckle (1914)
- Il sogno di Charlot (His Prehistoric Past), regia di Charlie Chaplin (1914)
- The Plumber, regia di Dell Henderson (1914)
- Fatty's Magic Pants
- Wild West Love

#### 1915
- Fatty and Mabel's Simple Life
- Hogan's Mussy Job
- Mabel, Fatty and the Law
- Fatty's New Role
- A Bird's a Bird
- Mabel and Fatty's Married Life
- Hogan's Romance Upset
- That Little Band of Gold
- Fatty's Faithful Fido
- When Love Took Wings
- Droppington's Family Tree
- Our Dare-Devil Chief
- Crossed Love and Swords
- Fatty's Plucky Pup
- A Rascal's Foolish Way
- Fickle Fatty's Fall
- A Village Scandal, regia di Roscoe 'Fatty' Arbuckle (1915)
- Fatty and the Broadway Stars

#### 1916
- Fatty and Mabel Adrift
- He Did and He Didn't, regia di Roscoe 'Fatty' Arbuckle (1916)
- right Lights, regia di  Roscoe 'Fatty' Arbuckle (1916)
- His Wife's Mistakes
- The Other Man, regia di Mack Sennett (1916)
- The Moonshiners, regia di Roscoe 'Fatty' Arbuckle (1916)
- The Waiters' Ball
- A Creampuff Romance
- Bombs!
- He Loved the Ladies

#### 1917
- The Grab Bag Bride, regia di Ferris Hartman - cortometraggio (1917)
- The Stone Age, regia di Ferris Hartman - cortometraggio (1917)
- A Self-Made Hero, regia di Ferris Hartman - cortometraggio (1917)
- A Winning Loser
- Il garzone di macelleria
- A Reckless Romeo
- La casa tempestosa (The Rough House), regia di Roscoe 'Fatty' Arbuckle e Buster Keaton (1917)
- La sua notte di nozze
- Oh, Dottore!
- Coney Island, regia di Roscoe 'Fatty' Arbuckle (1917)
- A Country Hero, regia di Roscoe 'Fatty' Arbuckle (1917)

#### 1918
- Nel West!
- Il fattorino (The Bell Boy), regia di Roscoe 'Fatty' Arbuckle (1918)
- Chiaro di luna (Moonshine), regia di Roscoe 'Fatty' Arbuckle (1918)
- Buonanotte, infermiera
- Il cuoco (The Cook), regia di Roscoe 'Fatty' Arbuckle (1918)
- A Scrap of Paper

#### 1919
- Camping Out, regia di Roscoe 'Fatty' Arbuckle (1919)
- The Pullman Porter
- Love
- Un eroe del deserto
- At the Old Stage Door, regia di Hal Roach (1919)
- Retroscena (Back Stage), regia di Roscoe 'Fatty' Arbuckle (1919)
- Speed, regia di Al St. John (1919)

#### 1920
- The Aero Nut
- Cleaning Up
- Ship Ahoy, regia di Al St. John (1920)
- She Loves Me, She Loves Me Not, regia di Al St. John (1920)
- Lo spaventapasseri (The Scarecrow), regia di Edward F. Cline e Buster Keaton (1920)
- Trouble, regia di Herman C. Raymaker (1920)
- The Window Trimmer

#### 1921
- The Slicker
- The Simp
- The Big Secret
- Il segno del riconoscimento
- The Hayseed
- Three Good Pals
- Ain't Love Grand?
- Small Town Stuff, regia di Al St. John (1921)
- The Book Agent (1921)
- Fast and Furious, regia di Gil Pratt (Gilbert Pratt) (1921)
- The Happy Pest
- Fool Days

#### 1922
- Straight from the Farm
- All Wet, regia di Al St. John (1922)

#### 1923
- Spring Fever, regia di Archie Mayo (1923)

#### 1924
- Highly Recommended
- Be Yourself, regia di Al St. John e Benjamin Stoloff (1924)
- His Bitter Half
- His First Car
- Never Again, regia di Al St. John (1924)
- Stupid, But Brave
- The Garden of Weeds, regia di James Cruze (1924)
- Lovemania

#### 1925
- Fair Warning, regia di Stephen Roberts (1925)

#### 1927
- Roped In, regia di Charles Lamont (1927)

#### 1931
- Aloha regia di Albert S. Rogell (1931)

#### 1933
- Il cavaliere del destino (Riders of Destiny), regia di Robert N. Bradbury (1933)

#### 1937
- The Roaming Cowboy, regia di Robert F. Hill (1937)

#### 1940
- Murder on the Yukon, regia di Louis J. Gasnier (1940)
- Billy the Kid in Texas, regia di Sam Newfield (1940)

#### 1941
- Il bandito fantasma, regia di Sam Newfield (1941)

#### 1942
- Oulaws of Boulder Pass, regia di Sam Newfield (1942)

#### 1944
- La valle della vendetta (Valley of Vengeance), regia di Sam Newfield (1944)

#### 1951
- The Thundering Trail, regia di Ron Ormond (1951)

#### 1952
- The Frontier Phantom, regia di Ron Ormond (1952)
- The Black Lash, regia di Ron Ormond (1952)

### Regista
- Ship Ahoy (1920)
- She Loves Me, She Loves Me Not (1920)
- All Wet (1922)
- Be Yourself, co-regia di Benjamin Stoloff (1924)
- Never Again (1924)